# Tilaka

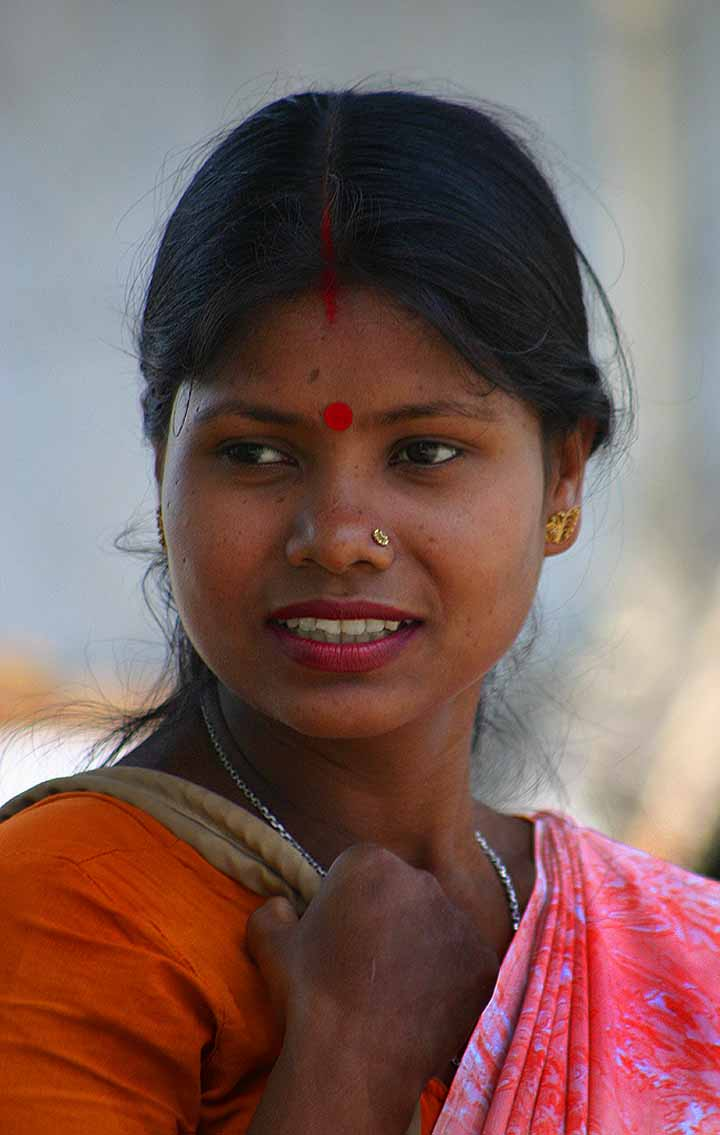
Asszámi asszony tilakával

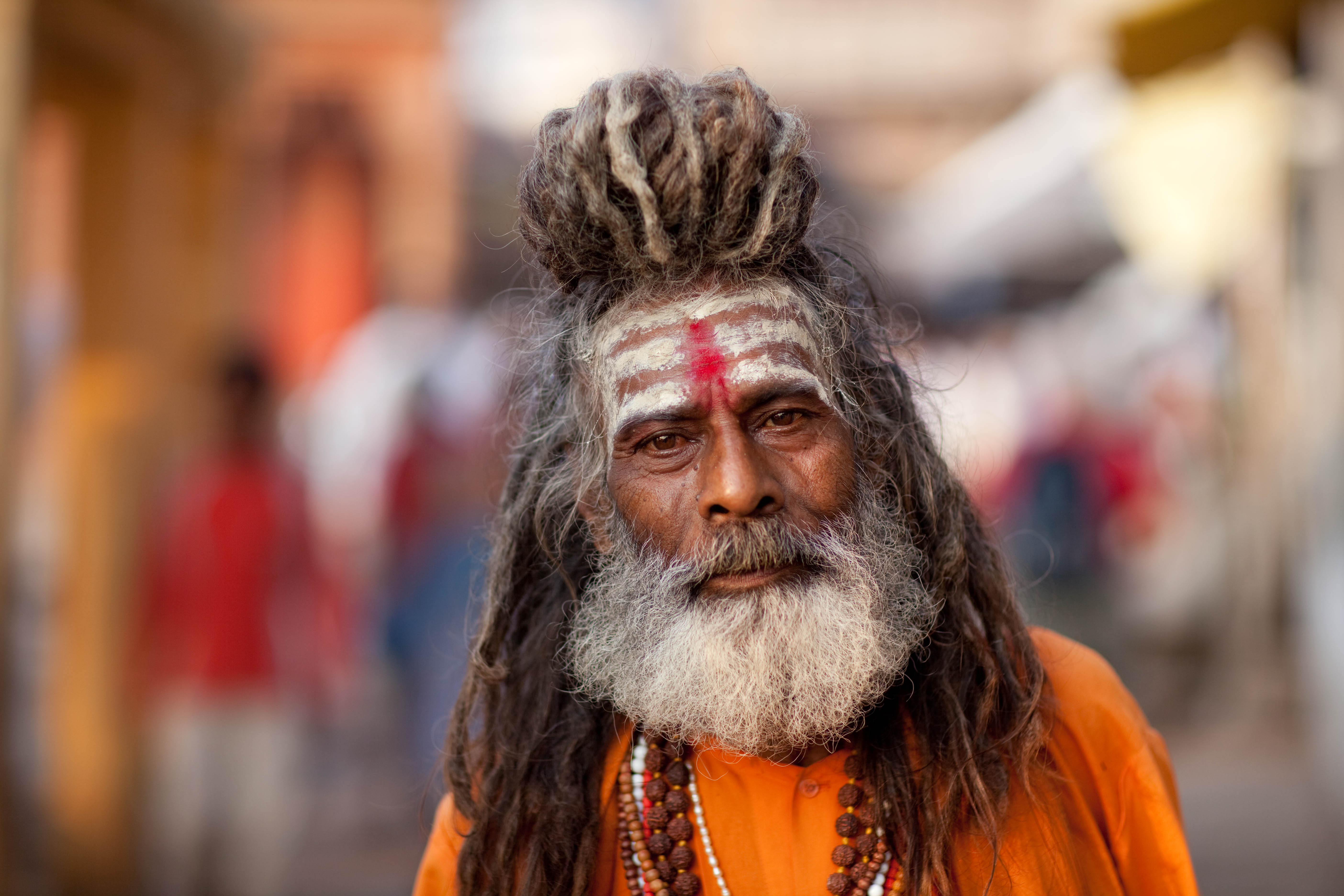
Szádhu tilakával

A tilaka vagy tilak, egyéb nevein: tika, tikká, bindu, bindi (hindi írással: तिलक) a hinduizmusban használt jelzés, amelyet általában a homlokra, de néha más testrészekre, például a nyakra, kézre vagy a mellkasra festenek fel. Legtöbbször egy vöröses pont, amelyet többnyire szantálpaszta vagy különböző színű festékek segítségével visznek fel a két szemöldök találkozási pontja fölé. Bizonyos szempontból a hinduizmus szimbólumává is vált az évezredek során.
Míg a nők általában kerek pontocskát rajzolnak a homlokukra vagy a szemöldökeik közé, addig a férfiak (főleg Dél-Indiában) és a szádhuk gyakran vonalat is húznak. Ez a tilak egész nap ott marad.
Ennek a rítusnak, szokásnak pontos értelme van. A hindu hiszi, vallja, hogy az emberi élet értelme a transzcendencia megismerése. Ennek leghétköznapibb megjelenése az a koncentrációs gyakorlat, amelyet a reggeli ima testesít meg. Ezt a kontemplációt ellenben nem folytathatja egész nap – hétköznapi teendői, munkái gátolják ebben – azzal az érzéssel hagyja el az ima helyszínét, hogy visszatér majd, ha elvégezte napi feladatát a világban. A tilak képében tehát egész napra magával viszi ezt a lelkiállapotot, ezt a meggyőződést, ami emlékezteti valódi feladatára a hétköznapi teendők közepette is. Felhívja figyelmét napközben is arra, hogy a külvilág léte, mozgása, kötelezettségei csak ennek a célnak tükrében értelmesek, csak ennek alárendelve válnak az emberi élet integráns részévé. Amikor egy hindu hinduval találkozik, és egymás szemébe néznek, elsőként a tilak vonzza a másik tekintetét, amikor is kölcsönösen emlékeztetik egymást az ember céljára, a magasabb transzcendencia megismerésére.
A Krisna-tudatú hívőknél a homlok közepén húzódó két függőleges vonal Krisna lábnyomát jelképezi, az orron húzódó levélforma pedig a szent tulaszí növény levelét, míg a házas hölgyek homlokának közepén egy piros színű pötty a férjezettségüket jelöli.
A szantálfapasztával, kurkumával vagy szent hamuval húzott három sáv, Y vagy U alakú jel, a hindu irányzatok jelölésére szolgál, többek között a Siva hívők és a Visnu követők megkülönböztetésére.
A Visnu követő szádhuk általában a homlokukra festett három függőleges vonalról ismerhetők fel (rendszerint fehér és piros tilak-jelek). A Siva-imádók tilakja leginkább három vízszintes vonalból áll.

## Kapcsolódó szimbólumok
- Svasztika
- Bindi